# Jules Chappaz
Pour les articles homonymes, voir Chappaz.
Jules Chappaz, né le 22 mai 1999 à Annecy, est un fondeur français.

## Biographie
Membre du club de La Clusaz, il fait son apparition sur les courses junior françaises lors de l'hiver 2015-2016.
Chappaz participe à son premier championnat majeur aux mondiaux junior en 2018 à Goms, où il compte une 23e au dix kilomètres classique.
Il se révèle aux Championnats du monde junior en 2019 en remportant le titre mondial sur le 10 km et en prenant la quatrième place du sprint. Il est le premier Français de l'histoire vainqueur d'un titre mondial en junior sur une longue distance. Quelques semaines plus tard, il fait ses débuts sénior dans la Coupe OPA à Planica, où il domine sans partage, gagnant le sprint, le dix kilomètres et le quinze kilomètres.
L'hiver suivant, il est sélectionné pour la première fois dans le groupe pour la Coupe du monde à l'occasion du Tour de ski, où il réussit un résultat de treizième au quinze kilomètres libre à Toblach, lui attribuant ses premiers points pour le classement général. Il connaît son premier échec sur une compétition importante aux Championnats du monde des moins de 23 ans à Oberwiesenthal, ne faisant mieux qu'une place de trentième au sprint, à cause d'une disqualification pour faux départ.
Au début de la saison 2020-2021, il court le sprint libre de Davos et passe en quarts de finales, pour être classé finalement vingtième. En juin 2021, il souffre d'une fracture à la cheville dont il se rétablit avant l'hiver.
En 2022/2023, le Cluse franchit un cap majeur. Atteignant la finale d'un sprint pour la première fois de sa carrière sur la coupe du monde de Ruka (Finlande) en novembre 2022, il va réaliser une saison qui va lui permettre de s'installer parmi les meilleurs fondeurs de la planète. Lors des championnats du monde de Planica (Slovénie), il réalise ce qu'aucun sprinteur tricolore n'avait encore réussi, décrocher une médaille mondiale dans la spécialité. En bronze lors du sprint classique derrière Johannes Hoesflot Klaebo et Paal Golberg, Jules Chappaz marque l'histoire de son sport. Il devient le troisième Français médaillé sur des Mondiaux en individuel derrière Vincent Vittoz et Maurice Manificat. 

## Palmarès

### Championnats du monde
| Épreuve / Édition     | Sprint                           | Sprint    | 15 km | 15 km     | Poursuite 2 × 15 km | 50 km | Relais | Relais    |
| Épreuve / Édition     | libre                            | classique | libre | classique | Poursuite 2 × 15 km | 50 km | Sprint | 4 × 10 km |
| Mondiaux 2023 Planica | Épreuve inexistante à cette date | Bronze    |       |           |                     |       |        |           |

Légende :
- : première place, médaille d'or
- : deuxième place, médaille d'argent
- : troisième place, médaille de bronze
- : pas d'épreuve
- — : n'a pas participé à l'épreuve

### Coupe du monde
- Meilleur classement général : 99e en 2022.
- 2 podiums individuels : 2 deuxièmes places.
- 2 podiums en épreuves par équipes : 
  - 2 podiums en sprint  : 1 deuxième place et 1 troisième place.

#### Courses par étapes
- Tour de Ski : 1 podium d'étape.

#### Classements par saison
| Saison    | Classement général final | Classement distance | Classement sprint |
| 2019-2020 | 103e                     | 58e                 | 115e              |
| 2020-2021 | 112e                     | -                   | 67e               |
| 2021-2022 | 99e                      | -                   | 55e               |

### Championnats du monde junior
| Épreuve / Édition   | Sprint                           | Sprint                           | 10 km                            | 10 km                            | Skiathlon 2 × 10 km              | 30 km (classique)                | Relais |
| Épreuve / Édition   | libre                            | classique                        | libre                            | classique                        | Skiathlon 2 × 10 km              | 30 km (classique)                | Relais |
| Mondiaux 2018 Goms  | —                                | Épreuve inexistante à cette date | Épreuve inexistante à cette date | 23e                              | 67e                              | Épreuve inexistante à cette date | -      |
| Mondiaux 2019 Lahti | Épreuve inexistante à cette date | 4e                               | Or                               | Épreuve inexistante à cette date | Épreuve inexistante à cette date | 14e                              | 8e     |

### Coupe OPA
- 2e du classement général en 2020.
- 8 victoires individuelles.
- 1 victoire en relais.

### Championnats de France
Champion de France élite :
- Relais : 2019